# SMART-1
O SMART-1 foi um satélite da Agência Espacial Europeia que orbitou a Lua. Foi lançado em 27 de setembro de 2003 às 23h14 UTC. A missão foi terminada em 3 de setembro de 2006, numa colisão deliberada com a superfície da Lua às 05h42 UTC.

## Experiências e Instrumentos
Os instrumentos a bordo da nave eram:
- AMIE
- D-CIXS
- XSM
- SIR
- EPDP
- SPEDE
- KaTE
- RSIS
- Laser Link
- OBAN